# Chiesa di San Porfirio
La chiesa di San Porfirio (in arabo: كنيسة القديس برفيريوس) è la chiesa cristiano ortodossa di Gaza e anche la più antica chiesa attiva della città. Situata nel quartiere Zaytun della Città Vecchia, prende il nome dal vescovo san Porfirio di Gaza, la cui tomba si trova nell'angolo nordorientale dell'edificio.

## Storia
L'edificio originario risale al 425, ma il suo aspetto attuale dipende dalla costruzione fu intrapresa negli anni 1150-1160 dai crociati, che dedicarono Il loro tempio a san Porfirio. Documenti del XV secolo mostrano che era attestata anche dedicazione della chiesa alla Vergine Maria.  Nel 1856 fu rinnovata.  Ci sono alcune cornici e basi che risalgono al periodo dei crociati, ma molte altre parti sono aggiunte successive.
La chiesa di San Porfirio fu uno degli obiettivi di attacchi nei Territori Palestinesi sulla scia delle osservazioni di papa Benedetto XVI che citavano la posizione critica di uno studioso bizantino sull'islam.  Può essere che la chiesa sia stata presa di mira semplicemente per essere un santuario cristiano, anche senza alcun collegamento tra la chiesa e il Vaticano.
Nella notte tra il 19 e il 20 ottobre 2023, uno degli edifici adiacenti alla chiesa è stato bombardato dalle forze israeliane. In quel momento, 500 persone, sia cristiani che musulmani, cercavano rifugio all'interno della chiesa. 18 persone sono rimaste uccise. La chiesa è stata di nuovo colpita alla fine di luglio 2024, causando tre ferimenti.

## Architettura
La chiesa ha una forma rettangolare, che termina con un tempio coperto a mezza cupola.  La sua pavimentazione è a 1,8 metri (5,9 piedi) sotto il livello del suolo nella sua parte meridionale, e 3 metri (9,8 piedi) sotto il livello del suolo all'estremità settentrionale, il che suggerisce che l'edificio attuale sia stato costruito sopra una precedente struttura ecclesiastica. L'interno è costituito da un'unica navata composta da due campate a volta a crociera, con un'abside semicircolare sporgente preceduta da un presbiterio con volta a botte. Internamente, l'edificio misura 22,9 metri (75 piedi) per 8,9 metri (29 piedi), compreso l'abside. Ha somiglianze architettoniche e costruttive con l'ex cattedrale di San Giovanni Battista (ora la Grande Moschea di Gaza).
Ci sono tre ingressi: quello occidentale ha un portico con tre colonne di marmo che sostengono due archi a sesto acuto. Le basi dei marmi risalgono all'era dei crociati. Vi si può entrare dalla facciata o da una porta laterale che si apre su una galleria moderna, dotata di scale per scendere fino al livello del pavimento.  Le sue mura colossali sono sostenute da colonne e pilastri orizzontali in marmo e granito.